# Paulinho da Costa
Paulo Roberto da Costa, meglio conosciuto come Paulinho da Costa (Rio de Janeiro, 31 maggio 1948), è un percussionista brasiliano.

## Biografia
È considerato uno dei musicisti più prolifici dei tempi moderni. Suonando più di 200 strumenti a percussione, ha partecipato a migliaia di sedute di registrazione, album premiati con Grammy Award, canzoni di successo, colonne sonore, radio e pubblicità televisive.
Ha suonato diversi generi musicali, compresi: Blues, Country, Easy Listening, Disco, Gospel, Hip hop, Jazz, Latin jazz, MPB, R&B, Rock, Soul e World Music.

## Discografia parziale
- 1976 – Agora (Pablo Records Original Jazz)
- 1979 – Happy People (Pablo Records)
- 1982 – Tudo Bem! (Pablo Records)
- 1984 – You've Got a Special Kind of Love (Pablo Records)
- 1984 – Sunrise (Pablo Records)
- 1987 – Breakdown (A&M Records)
- 1991 – Real Love (A&M Records)